# Обикновена беззъбка
Обикновената беззъбка (Anodonta cygnea) е вид мида от семейство Unionidae. Сладководната блатна мида достига до 20 см. Храни се като прецежда до 3 литра вода на час през специална тръбичка в задния край на тялото. Ларвите се прикрепят за риби и паразитират върху тях няколко седмици преди превръщането си във възрастни.

## Разпространение
Видът е разпространен в Австрия, Албания, Алжир, Андора, Армения, Беларус, Белгия, Босна и Херцеговина, България, Великобритания, Германия, Гърция, Дания, Естония, Иран, Ирландия, Испания, Италия, Казахстан, Люксембург, Нидерландия, Норвегия, Полша, Португалия, Румъния, Русия (Европейска част на Русия), Северен Йемен, Словакия, Словения, Сърбия (Косово), Турция, Украйна, Унгария, Финландия, Франция, Хърватия, Чехия, Швейцария, Швеция и Южен Йемен.